# Universidad de Agricultura de Tokio
La Universidad de Agricultura de Tokio (東京農業大学 'Tōkyō nōgyō daigaku'?), TUA, abreviada como Nodai (農大, nōdai) o Tokyo nodai (東京農大,Tōkyō nōdai), es una universidad privada especializada en agricultura.
La sede del campus principal se localiza en el barrio de Setagaya, Prefectura de Tokio, Japón.
Establecida en 1891/1925. El campus tiene tres lugares, Setagaya, Atsugi, y Ojotsk (Abashiri).

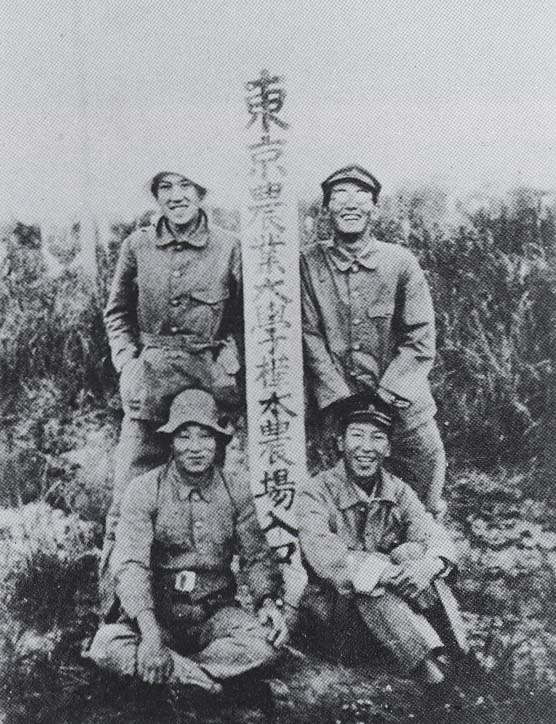
Estudiantes en la explotación en 1938, Escuela de Agricultura.

## Identificación
La "Universidad de Agricultura de Tokio" (TUA) es una universidad privada enfocada en la agricultura. Fue la primera institución fundada en Japón. A partir de 2006 es la única universidad privada en Japón, que se especializa en la agricultura. Aunque su nombre es similar a la Universidad de Tokio de Agricultura y Tecnología (TUAT) y el Colegio de Agricultura de la Universidad de Tokio (TU), las tres instituciones no están relacionadas entre sí.
Incluyendo las universidades públicas, la Universidad de Agricultura de Tokio ocupa el tercer lugar, detrás de la Universidad Agrícola de Sapporo y la Campus de Komaba de agricultura de la Universidad de Tokio.

## Historia

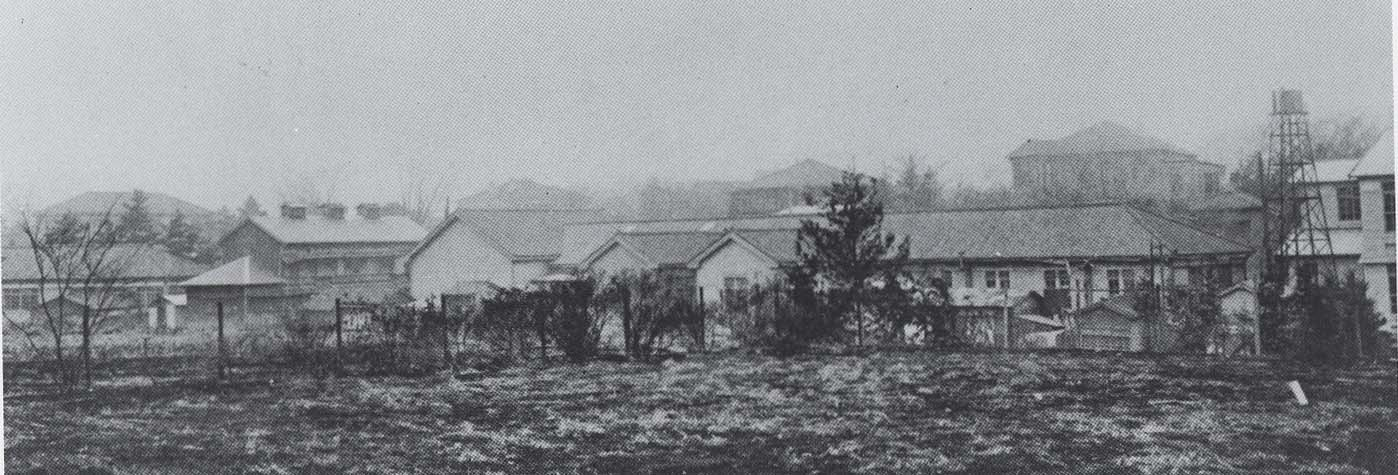
La universidad de Agricultura Tokiwamatsu 1927,en el momento escuela de Agricultura.

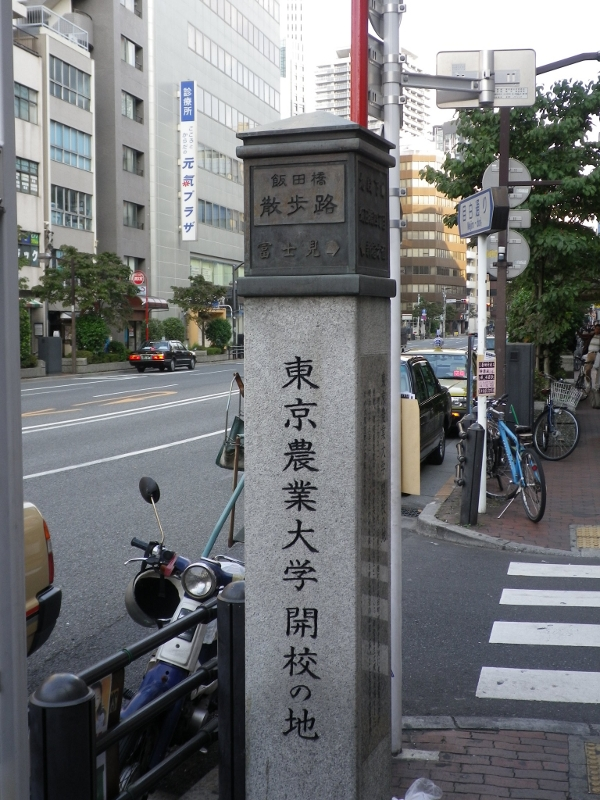
Situación de los terrenos de la universidad cuando abrió en el Tokio actual.

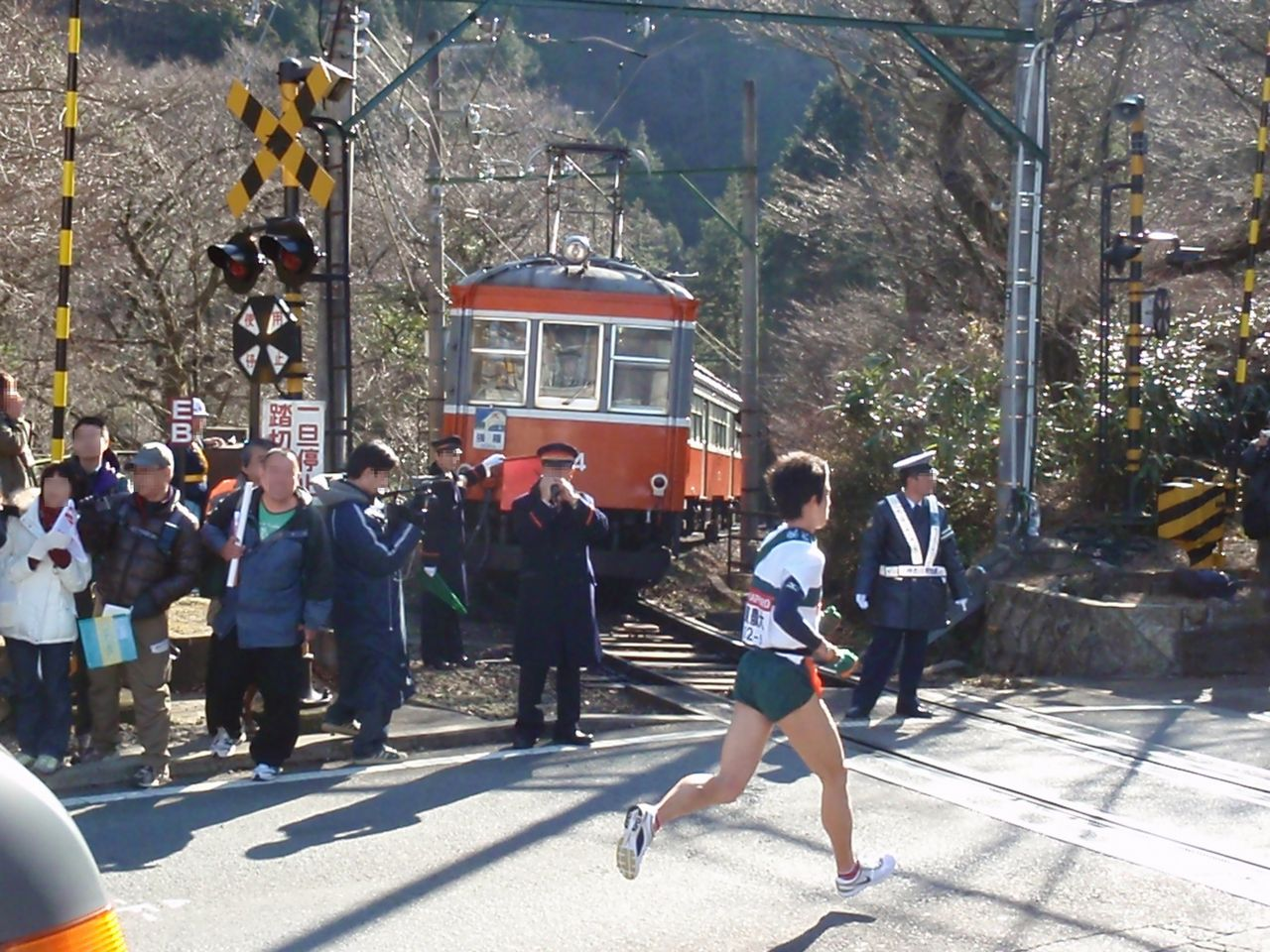
La carrera de cross Hakone-ekiden, con el tren parado para que cruzaran los corredores, en la foto Hakone Tozan.

La Universidad tiene sus orígenes en 1891, fundada por Enomoto Takeaki como la Escuela Tokugawa Ikueikai de Agricultura(徳川育英会育英黌農業科, Tokugawa ikueikai Ikuei-kō nōgyō-ka).
El curso agrícola fue en 1893 como una escuela independiente - la Escuela de Agricultura de Tokio.
En 1901 pasó a llamarse "Escuela Agrícola Privada Superior de Tokio", y fue construido en 1903 y reconocida como una escuela técnica.
En 1911 fue rebautizada como Universidad Agrícola Privada de Tokio (私立東京農業大学, Shiritsu Tōkyō nōgyō daigaku).
En 1913 (en el año 2 de periodo Taisho) la Universidad de Tokio de Agricultura instala la Unidad de Capacitación en Análisis de fertilizantes (→ parte de la formación de agroquímicos).
En 1916 (en el año 5 de periodo Taisho) se hace la instalación en la zona metropolitana de Tokio en el Condado Ebara de la primera granja (ahora granja Yoga en el pueblo Tamagawa Japón y parte de la "Racing Association Uma-gotooyakesono"). Se hacen prácticas a gran escala en la primera granja de Aggie.
En 1921 se realiza segunda carrera de cross "Tokyo-Hakone Ekiden" (Hakone Ekiden) siendo la primera participación de la universidad, terminando en esta ocasión en el quinto lugar.
En 1925, recibió el estatus de universidad y cambió su nombre por el de Universidad de Agricultura de Tokio. Esta fue la primera universidad privada de Agricultura de Japón.
Esta perdió en 1945 los edificios de la escuela debido a la Guerra del Pacífico (en Tokiwamatsu, Shibuya), y se replegó en 1946 en Campus de Setagaya, su sede actual.
Se inauguró en 1960 un nuevo campus en Atsugi (Prefectura de Kanagawa).
En 1989 el campus de Ohotsuku en Abashiri (Prefectura de Hokkaido).
En 1998 se creó la facultad de ciencias agrícolas en el campus de Atsugi.
El 27 de marzo de 2003 los campus de Ojotsk y el de Atsugi se incorporan a la norma ISO 14001. En 2004 Programa de Maestría, Escuela de Graduados de Ciencias Agrícolas Maestría Internacional de Negocios Departamento de Bio instalación (2004) Escuela de Graduados de Ciencias Agrícolas programa de maestría de bio Ciencias, instalación del doctorado.

### Facultades
El campus de Tokio en Setagaya-ku:
- Facultad de Biociencias aplicadas
- Facultad de Ciencias del Medio Ambiente Regional
- Facultad de Agricultura Internacional y Estudios Alimentarios

Campus de Atsugi en Kanagawa:
- Facultad de Agricultura

Campus Ojotsk en Hokkaido:
- Facultad de Bioindustria

Además, la Universidad ofrece dos programas de la escuela de posgrado, uno en Agricultura y el otro en Bioindustria. Hay un programa de dos años en el junior college.